# Saint-Aubin-des-Chaumes
Saint-Aubin-des-Chaumes ist eine französische Gemeinde mit 68 Einwohnern (Stand 1. Januar 2022) im Département Nièvre in der Region Bourgogne-Franche-Comté (vor 2016 Bourgogne). Sie gehört zum Arrondissement Clamecy und zum Kanton Clamecy (bis 2015 Tannay). 

## Geographie
Saint-Aubin-des-Chaumes liegt etwa 53 Kilometer südsüdöstlich von Auxerre am Rand des Morvan. Nachbargemeinden von Saint-Aubin-des-Chaumes sind Fontenay-près-Vézelay im Norden, Domecy-sur-Cure im Osten und Nordosten, Bazoches im Osten und Südosten, Neuffontaines im Süden sowie Nuars im Westen und Südwesten.

## Bevölkerungsentwicklung
| Jahr                       | 1962 | 1968 | 1975 | 1982 | 1990 | 1999 | 2006 | 2011 | 2016 |
| Einwohner                  | 152  | 119  | 107  | 103  | 98   | 88   | 69   | 84   | 71   |
| Quellen: Cassini und INSEE |      |      |      |      |      |      |      |      |      |

## Sehenswürdigkeiten

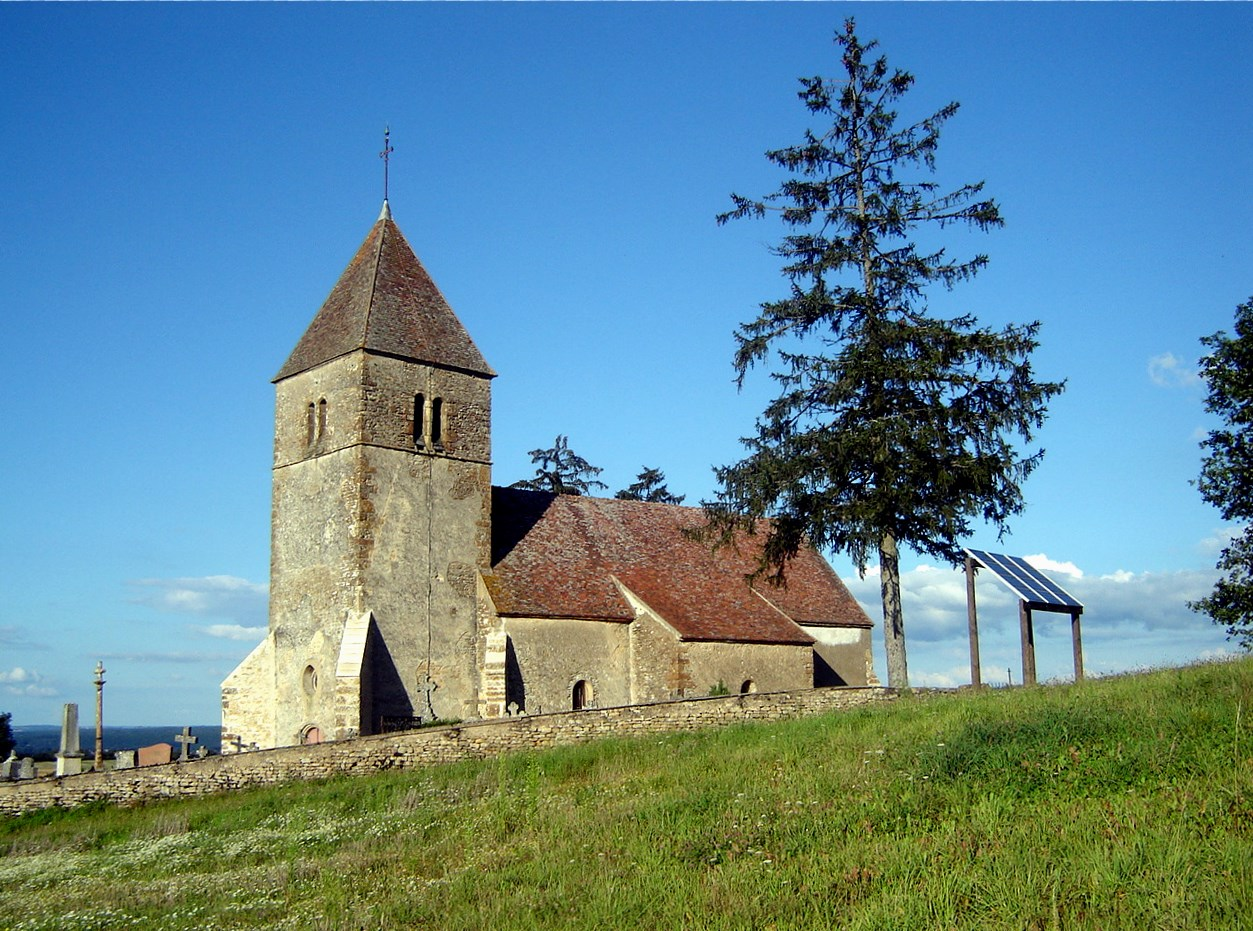
Kirche Saint-Aubin

- Kirche Saint-Aubin im Ortsteil Chalvron aus dem 16. Jahrhundert
- Kapelle Saint-Roch im Ortsteil Chalvron-Bois de Galloire
- Schlösser von Chalvron